# Ruatoria
La ville de Ruatoria est située dans la région de Gisborne, au nord-est de l'île du Nord de la Nouvelle-Zélande. C'est la seconde ville la plus importante de la région, avec une population de seulement 1 000 habitants.
Ruatoria est à 130 km au nord de Gisborne et 30 km au sud de East Cape.
L'économie est principalement centrée sur l'agriculture. Des tentatives de forages afin de trouver du pétrole dans les années 1920 se sont révélées infructueuses.
Ruatoria est la ville où est né Moana-Nui-a-Kiwa Ngarimu (en), le seul Maori ayant reçu la Croix de Victoria.